# Ogovea
Ogoveidae
Famille
Genre
Synonymes
- Ogovia Hansen & Sørensen, 1904 nec Holland, 1892

Ogovea, unique représentant de la famille des Ogoveidae, est un genre d'opilions cyphophthalmes.

## Distribution

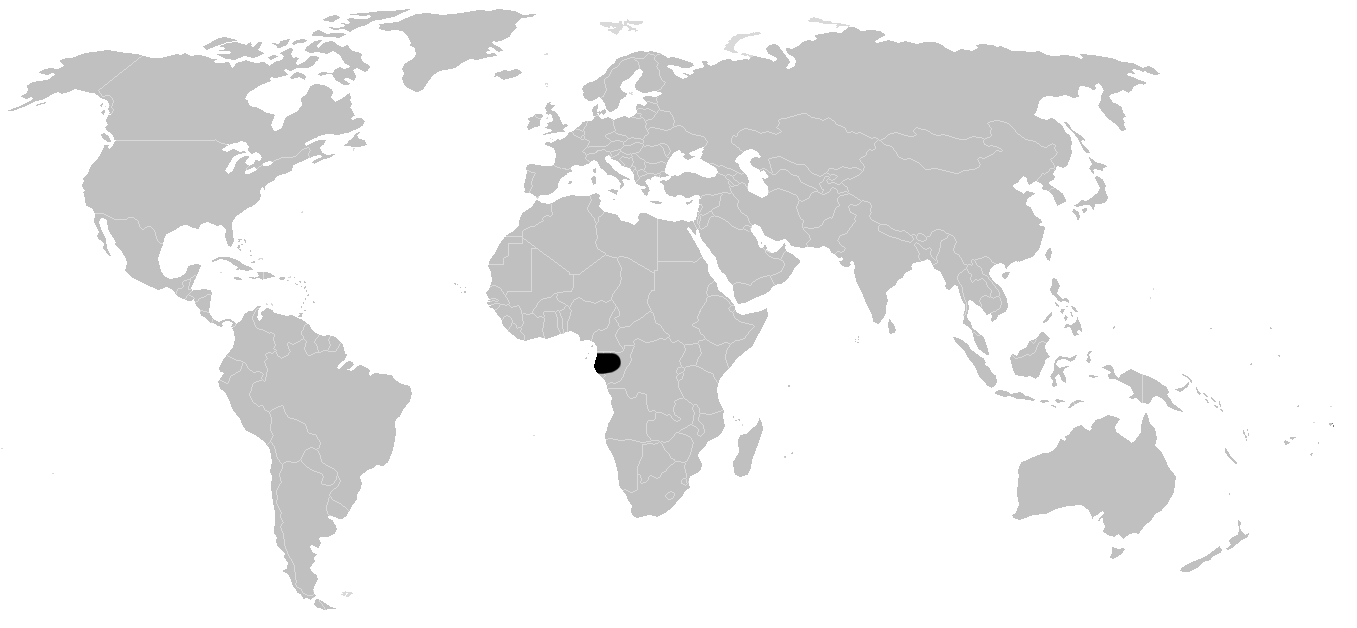
Distribution

Les espèces de ce genre se rencontrent en Guinée équatoriale, au Cameroun et au Gabon.

## Liste des espèces
Selon World Catalogue of Opiliones (20/04/2021) :
- Ogovea cameroonensis Giribet & Prieto, 2003
- Ogovea grossa (Hansen & Sørensen, 1904)
- Ogovea nasuta (Hansen, 1921)

## Publications originales
- Roewer, 1923 : Die Weberknechte der Erde. Systematische Bearbeitung der bisher bekannten Opiliones. Gustav Fischer, Jena, p. 1-1116 (texte intégral).
- Shear, 1980 : « A review of the Cyphophthalmi of the United States and Mexico, with a proposed reclassification of the suborder (Arachnida, Opiliones). » American Museum Novitates, no 2705, p. 1–34 (texte intégral).
- Hansen & Sørensen, 1904 : On Two Orders of Arachnida : Opiliones, Especially the Suborder Cyphophthalmi, and Riniculei, Namely the Family Cryptostemmatoidea. Cambridge University Press, Cambridge, p. 1–174 , (texte intégral).